# Ashton-Tate
Pour les articles homonymes, voir Ashton et Tate.
Ashton-Tate est une société américaine fondée en janvier 1980 par Hal Lashlee et George Tate. «Ashton» était le nom du perroquet de Tate, la mascotte non officielle de la société.
Cette société éditait des logiciels pour micro-ordinateurs. Les deux produits phare d'Ashton Tate furent dBase et Framework.
Conçu par Wayne Ratliff, dBase était un gestionnaire de base de données qui détint, à un moment donné, le monopole de son marché.
Framework, conçu par Robert Carr, était un logiciel intégré qui réunissait les fonctions de traitement de texte, tableur, grapheur de gestion, gestionnaire de fichiers, et logiciel de communication réunissant plusieurs émulateurs de terminal. Un langage de macro-commandes, nommé FRED — pour FRamework EDitor — complétait le tout. 
À la suite du décès (d'un accident cardio-vasculaire) de George Tate, la société Ashton-Tate fut vendue en 1991 à Borland.